# Changping
Changping  (en chino, 昌平; pinyin, Chāngpíng; literalmente, ‘prosperidad común’) es uno de los 16 distritos de la ciudad de Pekín, República Popular China. Localizado al centro oeste de la ciudad. Fue fundado en el 110 a. C.

## Administración
Desde octubre de 2022, el distrito Changping se divide en 18 pueblos que se administran en 8 subdistritos, 10 poblados y 4 regiones.
- Poblado Yáng fang 阳坊镇
- Poblado xiǎo tāngshān 小汤山镇
- Poblado nán shào 南邵镇
- Poblado cuī cūn 崔村镇
- Poblado bǎi shàn 百善镇
- Poblado běi qī jiā 北七家镇
- Poblado xìng shòu 兴寿镇
- Poblado liúcūn 流村镇
- Poblado trece colinas 十三陵镇
- Poblado yánshòu 延寿镇
- Subdistrito Chéngběi 城北街道
- Subdistrito chéngnán 城南街道
- Región Nánkǒu 南口地区
- Región mǎ chíkǒu 马池口地区
- Región shāhé 沙河地区
- Región huílóngguān 回龙观地区
- Región dōng xiǎokǒu 东小口地区

## Demografía
| Gráfica de evolución de Changping entre 2000 y 2018 |
|                                                     |